# Kasettipalli, Srinivaspur
Kasettipalli là một làng thuộc tehsil Srinivaspur, huyện Kolar, bang Karnataka, Ấn Độ.